# Цетлинген
Цетлинген (нем. Zethlingen) — община в Германии, в земле Саксония-Анхальт. Входит в состав района Зальцведель. Подчиняется управлению Зальцведель-Ланд. Население составляет 325 человек (на 31 декабря 2006 года). Занимает площадь 16,72 км².